# Distretto di Amphawa
Il distretto di Amphawa (in thailandese: อัมพวา) è un distretto (amphoe) della Thailandia, situato nella provincia di Samut Songkhram.